# Республиканская либеральная правая
Республиканская либеральная правая (исп. Derecha Liberal Republicana, DLR) — либерально-консервативная правоцентристская партия, основанная в 1930 году бывшими монархистами из династических партий.

## История
Республиканская либеральная правая была создана известным политиком Нисето Алькала Саморой-и-Торресом, в прошлом монархистом и видным деятелем династической Либеральной партии. Вскоре к нему присоединилась группа консервативных республиканцев во главе с Мигелем Маура из другой династической партии — Либерально-консервативной, сыном Антонио Маура, пять раз занимавшего пост премьер-министра Испании времён Бурбонов. 17 августа 1930 года, в момент глубочайшего кризиса общественного доверия испанской монархии, Алькала Самора и Маура были среди подписантов «Пакта в Сан-Себастьяне», участники которого, крупнейшие республиканские партии Испании, образовали «Республиканский революционный комитет», что по мнению историков стало «центральным событием оппозиции монархии Альфонсо XIII». Возглавил комитет Нисето Алькала Самора. В 1931 году, после отречения короля и провозглашения в Испании республики, комитет стал первым временным правительством Второй республики, Как и комитет, возглавил его Алькала Самора.
На первых в истории Второй республики выборах 28 июня 1931 года правые либералы участвовали в составе широкой республиканской коалиции Союз республиканцев и социалистов, объединившей организации от правоцентристских до марксистских. Во время предвыборной кампании Республиканская либеральная правая позиционировала себя как умеренно-республиканскую и католическую партию, обращаясь к консервативно настроенным избирателям, в первую очередь к правым и умеренным монархистам. Партия выдвинула 116 кандидатов по всей Испании, но не смогла добиться большого успеха, во многом из-за плохой организации своей кампании. Правые либералы смогли завоевать 25 мандатов, заняв шестое место среди всех участников выборов в Учредительное собрание.
В августе 1931 года партия изменила своё название на Прогрессивную республиканскую партию (исп. Partido Republicano Progresista, PRP). Во время дискуссий по вопросу новой конституции прогрессисты, как и радикалы Алехандро Лерруса, в целом поддержали проект, предложенный Конституционной комиссией, но из-за обострения разногласий с антиклерикально настроенными левыми республиканцами вышли из республиканско-социалистической коалиции, после чего в октябре Алькала Самора и Маура покинули и правительство. Несмотря на разногласия с левыми, в тот период доминировавшими в испанской политике, после принятия республиканской конституции в декабре того же 1931 года Алькала Самора был избран первым президентом Республики. По мнению некоторых историков подобный выбор был обусловлен желанием привлечь на сторону молодой республики умеренных правых из числа католиков и монархистов.
В январе 1932 года, в партии произошёл раскол. Правое крыло во главе с Мигелем Маура, насчитывавшее 13 депутатов, вышло из Прогрессивной республиканской партии и основало Консервативную республиканскую партию (исп. Partido Republicano Conservador, PRC).
Выборы 1933 года оказались для прогрессистов, принявшими в них участие в составе коалиции радикалов и центристов, неудачными. Партии удалось провести в парламент всего лишь 3 депутатов. Следующие выборы, 1936 года, на которые прогрессисты шли в союзе с Республиканской национально-центристской партией, хотя и позволили Прогрессивной республиканской партии расширить своё представительство в парламенте в два раза, по сути окончательно закрепили за ней статус маловлиятельной политической силы.
Партия прекратила своё существование в начале гражданской войны в Испании.

## Результаты на выборах
| Выборы                       | Мандаты   | Мандаты    | Мандаты | Примечания                                                 |
| Выборы                       | Кол-во    | +/–        | %       | Примечания                                                 |
| ---------------------------- | --------- | ---------- | ------- | ---------------------------------------------------------- |
| Парламентские выборы 1931    | 25 из 470 | Первый раз | 5,32    | В составе коалиции Союз республиканцев и социалистов       |
| Парламентские выборы 1933    | 3 из 473  | ▼ 22       | 0,63    | В составе коалиции радикалов и центристов                  |
| Парламентские выборы 1936    | 6 из 473  | ▲ 3        | 1,27    | В союзе с Республиканской национально-центристской партией |
| Источник: Historia Electoral |           |            |         |                                                            |